# 偰列箎
偰 列篪（せつ れっち、生没年不詳）は、モンゴル帝国に仕えたウイグル人の一人。字は世徳。龍興路南昌県の出身。

## 概要
偰列篪の祖先は代々国相を輩出した天山ウイグル王国の名家で、偰列篪の父の偰文質の代より先祖の居住していた「偰輦傑河（＝セレンガ川）」に因んで「偰」を姓とするようになった一族であった。
偰列篪は1330年（至順元年）の科挙で進士となり、翰林院を経て潮州路潮陽県ダルガチ、河南府経歴に任じられた。
ウカアト・カアン（順帝トゴン・テムル）の治世の至正年間、紅巾の乱が起こると南昌も包囲を受け、偰列篪とその家族も包囲に巻き込まれた。城が陥落すると偰列篪は降伏することを潔しとせず、妻子11人とともに城の池井に身を投げた。偰列篪の死後、生前親交のあった道士の陳白雲が偰列篪一家の埋葬を行ったという。

## 高昌偰氏
- ヨシュムト（Yošmut ＞堊思弼/èsībì）
  - ビルゲ・ブカ（Bilge buqa ＞仳理伽普華/pǐlǐgā pǔhuá）
  - ユリン・テムル（Yulïn temür ＞岳璘帖穆爾/yuèlín tièmùĕr）
    - イトミシュ・ブカ（Itmiš buqa ＞益弥勢普華/yìmíshì pǔhuá）
    - トドゥンミシュ・ブカ（Tudunmiš buqa ＞都督弥勢普華/dōudūmíshì pǔhuá）
    - カイジュ・ブカ（Qaiǰu buqa ＞懐朱普華/huáizhū pǔhuá）
    - トゥルミシュ（Turmiš ＞都爾弥勢/dōuěrmíshì）
    - バサ・ブカ（Basa buqa ＞八撒普華/bāsā pǔhuá）
    - フレグ・ブカ（Hülegü buqa＞旭烈普華/xùliè pǔhuá）
    - コシャン（Qošang ＞各尚/gèshàng）
    - カラ・ブカ（Qara buqa ＞合剌普華/hélá pǔhuá）
      - 偰文質（xiè wénzhì）
        - 偰直堅（xiè zhíjiān）
        - 偰哲篤（xiè zhédǔ）
          - 偰遜（xiè xùn）
            - 偰長寿（xiè chángshòu）
            - 偰延寿（xiè yánshòu）
            - 偰福寿（xiè fúshòu）
            - 偰慶寿（xiè qìngshòu）
              - 偰循（xiè xún）

            - 偰眉寿（xiè méishòu）

        - 偰朝吾（xiè cháowú）
        - 偰列篪（xiè lièchí）
        - 偰玉立（xiè yùlì）

      - 越倫質（Yügrünči ＞yuèlúnzhì）
        - 善著（shànzhù）

    - トゥケリク・ブカ（Tükellig buqa ＞独可理普華/dúkělǐ pǔhuá）
    - トレ・ブカ（Töre buqa ＞脱烈普華/tuōliè pǔhuá）
- トキシュ（Toqiš ＞多和思/duōhésī）
  - サルギス（Sargïs ＞撒吉思/sājísī）
    -       - ダルマ（Dharma ＞答里麻/dālǐmá）